# Église Saint-Loup de Job
Pour les articles homonymes, voir église Saint-Loup.
L'église Saint-Loup est une église située à Job dans le département français du Puy-de-Dôme, en région Auvergne-Rhône-Alpes.

## Historique

### Protection
L'église est inscrite au titre des monuments historiques par arrêté du 8 février 1926.